# Lake Wissota
Lake Wissota è un census-designated place (CDP) degli Stati Uniti d'America, situato in Wisconsin, nella contea di Chippewa.

## Nei Media
È citato durante la cena sul ponte di 1ªclasse  da Jack (diCaprio) affermando di avere l'abitudine di andare a pescare a Lake Wissota assieme al padre; ma il problema è che il Titanic è affondato nel 1912 e il Lake Wissota si è formato nel 1917.